# Missiles R
Les fusées de la série R sont des missiles balistiques soviétiques. Les premières versions sont des dérivés du V2 allemand, et la R-7 est un lanceur utilisé pour le programme spatial soviétique.

## R-1

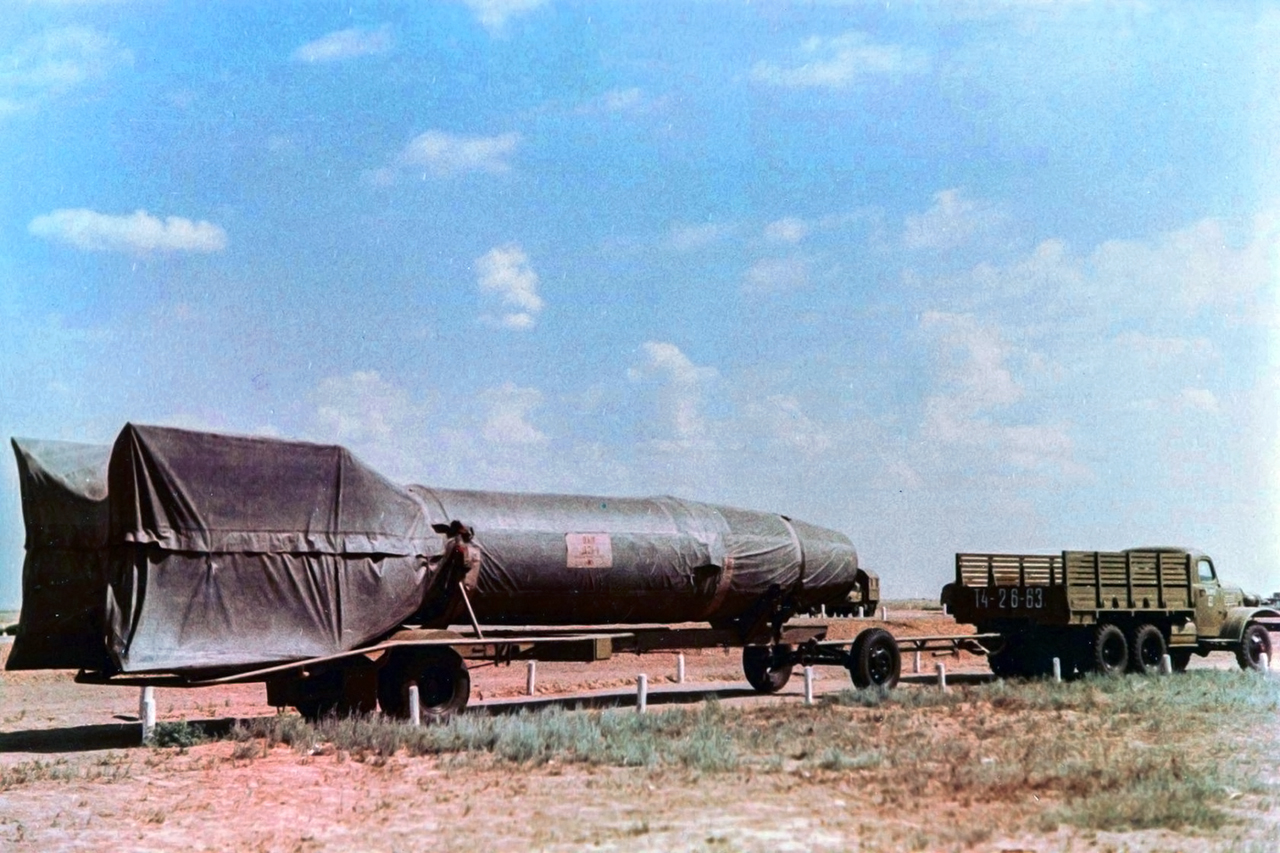
Missile R-1 sur sa remorque.

Le missile R-1 (code OTAN SS-1 Scunner) était une copie du missile V2 allemand, dont les premiers tests ont eu lieu en septembre 1948. Sa charge utile était de 785 kg d'explosifs, sa portée de 270 km avec une précision de 5 km. Il fut décliné en plusieurs versions, dont certaines à but scientifique : R-1A, R-1B, R-1V, R-1D et R-1E.

## R-2
Le missile R-2 (code OTAN SS-2 Sibling) était une version améliorée du missile R-1, plus long, dont la portée est doublée et dont le premier vol a eu lieu en 1950. Ses moteurs étaient plus puissants, lui donnant une portée et une charge utile plus grande (600 km), et deux nacelles latérales permettaient l'emport de matériel scientifique.

## R-3
Le missile R-3 devait être un missile de conception différente des deux précédents, mais le projet fut abandonné au profit d'un projet d'un missile balistique pouvant emporter une bombe atomique.

## R-4
Le Bisnovat R-4 est un missile air-air.
Son code OTAN est AA-5 Ash.

## R-5
Le missile R-5 (code OTAN SS-3 Shyster) était un missile tactique d'un rayon d'action de 1 200 km emportant une tête thermonucléaire. Sa portée étant encore trop courte, le développement de la R-7 fut démarré.

## R-7
La R-7, surnommée Semiorka (code OTAN SS-6 Sapwood) est conçu initialement comme le premier missile balistique intercontinental soviétique capable de porter une charge nucléaire. Sa capacité d'emport particulièrement importante (5 tonnes) en fait un lanceur parfaitement adapté à la mise en orbite de charges utiles. Il devient le lanceur du programme soviétique, puis russe, le plus utilisé à travers ses différentes versions et améliorations, dont les dernières sont toujours utilisées aujourd'hui. C'est une Semiorka qui a placé en orbité Spoutnik 1 le premier satellite artificiel.

## R-9

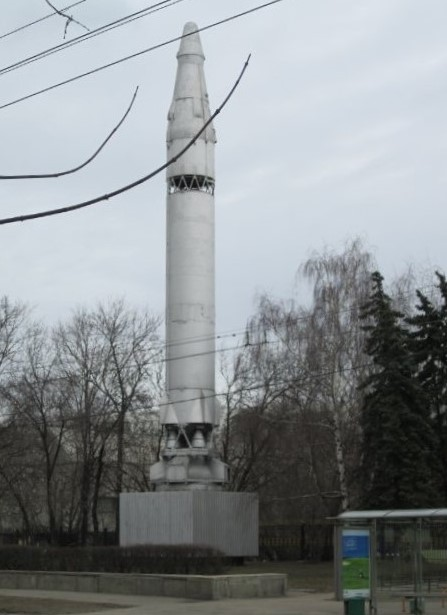
Un R-9 Desna dans un musée.

Le R-9 Desna, surnommé Desna (code OTAN SS-8 Sasin), était un missile balistique intercontinental.

## R-11
Le R-11, connu en occident sous le nom de Scud, est un missile balistique courte portée.
Son code OTAN est SS-1b Scud.

## R-12
Le R-12, surnommée Dvina (code OTAN SS-4 Sandal), est un missile balistique courte portée.

## R-13
Le R-13 est un missile balistique lancé par sous-marin.
Son code OTAN est SS-N-4 Sark.

## R-14
Le R-14 est un missile balistique courte portée.
Son code OTAN est SS-5 Skean.

## R-15
Le R-15 était un projet de missile balistique lancé par sous-marin.

## R-16
Le R-16 est un missile balistique intercontinental.
Son code OTAN est SS-7 Saddler.

## R-17
Le R-17E est une variante du Scud-B.

## R-21
Le R-21 est un missile balistique lancé par sous-marin.
Son code OTAN est SS-N-5 Serb.

## R-23
Le R-23 Vympel est un missile air-air.
Son code OTAN est AA-7 Apex.

## R-26
Le R-26 est un missile balistique intercontinental.
Son code OTAN est SS-8 Sasin. confondu avec le R-9

## R-27
Le R-27 Zyb est un missile balistique lancé par sous-marin.
Son code OTAN est SS-N-6 Serb.
La Corée du Nord a développé à partir de ce missile un missile indigène nord-coréen, le BM25 Musudan, utilisé par l'armée nord-coréenne et vendu aussi à l'Iran.

## R-27 Vympel
Le R-27 Vympel est un missile air-air.
Son code OTAN est AA-10 Alamo.

## R-28 Sarmat
Le RS-28 Sarmat (en russe : РС-28 Сармат, code OTAN : SS-X-30, surnommé « Satan 2 ») est un missile balistique intercontinental de très grande taille.

## R-29 Vysota
Le R-29 Vysota (Code OTAN : SS-N-8 Sawfly) est une série de missiles balistiques mer-sol russe à propergol liquide et conçu par le bureau d'étude Makeïev. Le premier lancement a lieu en 1969 et après plusieurs variantes il est adapté pour le lancement de satellites artificiels commerciaux sous le nom de Volna.

## R-33
Le R-33 Vympel est un missile air-air.
Son code OTAN est AA-9 Amos.

## R-36
Le R-36 est un missile balistique intercontinental.
Son code OTAN est SS-9 Scarp (R-36) et SS-18 Satan (R-36M).

## R-39
Le R-39 est un missile balistique lancé par sous-marin.
Son code OTAN est SS-N-20 Sturgeon.

## R-40
Le R-40 Bisnovat est un missile air-air.
Son code OTAN est AA-6 Acrid.

## R-46
Le R-46 est un missile balistique intercontinental.

## R-60
Le R-60 Molniya est un missile air-air.
Son code OTAN est AA-8 Aphid.

## R-73
Le R-73 Vympel est un missile air-air.
Son code OTAN est AA-11 Archer.

## R-77
Le R-77 Vympel est un missile air-air.
Son code OTAN est AA-12 Adder.

## R-300
Le R-300 Elbrus est un missile nucléaire tactique, variante du Scud.
Son code OTAN est SS-1c Scud.

## R-400
Le R-400 Oka est un missile nucléaire tactique.
Son code OTAN est SS-23 Spider.